# Hannah Rothschild
Dama Hannah Mary Rothschild OIB (nascida em 22 de maio de 1962) é uma autora, empresária, filantropa e documentarista britânica. Além de produzir roteiros e matérias jornalísticas, publicou uma biografia e três romances. Ela faz parte de conselhos de filantrópicos e financeiros. Em agosto de 2015, tornou-se a primeira mulher a presidir o conselho de administração da National Gallery de Londres.

## Primeiros anos
Hannah Mary Rothschild nasceu em 22 de maio de 1962, filha mais velha de Jacob Rothschild, 4º Barão Rothschild, e de sua esposa Serena Dunn Rothschild. Através de seu pai, ela pertence à família de banqueiros Rothschild. Foi educada na St Paul's Girls' School e mais tarde no Marlborough College, e estudou História Moderna no St Hilda's College, Oxford.

## Carreira
Hannah Mary Rothschild começou a carreira como pesquisadora no departamento de música e artes da BBC em meados da década de 1980 e passou rapidamente a dirigir filmes para Saturday Review, Arena e Omnibus. Começou a produzir episódios para as séries The Great Picture Chase e Relative Values. Posteriormente, montou uma produtora de cinema independente com Jake Auerbach (Rothschild Auerbach Ltd.), dirigindo documentários para a BBC e outros canais de comunicação, suas produções incluem os perfis de Frank Auerbach, Walter Sickert, RB Kitaj. Em 1997, a cineasta ingressou na produtora London Films Ltd como Chefe de Drama e criou a série de televisão The Scarlet Pimpernel, ⁣estrelada por Richard E. Grant.
Hannah voltou ao cinema e dirigiu três filmes para a série Storyville da BBC e para a HBO. Em 2008, após um programa de rádio sobre o mesmo assunto, Rothschild produziu e dirigiu The Jazz Baroness (2008), sobre as façanhas de sua tia-avó Pannonica de Koenigswarter e o seu amor ao mundo do jazz de Nova York. Em seguida dirigiu: Hi Society (2009), um documentário sobre Nicky Haslam (designer de interiores, autor e queridinho da sociedade) e Mandelson: O verdadeiro primeiro-ministro? (2010) onde conta a história do ex-secretário de negócios do Reino Unido, Peter Mandelson, ⁣durante sua preparação para as eleições gerais de 2010.
Inspirada pelo programa Storyville, Rothchild escreveu uma biografia de sua tia-avó, The Baroness: The Search for Nica the Rebellious Rothschild, que foi publicada pela Virago em 2012. Foi descrito como “fascinante, comovente e perspicaz” pelo The Daily Telegraph. Alguns anos antes, um documentário de rádio com perfil de Nica, The Jazz Baroness, foi transmitido pela BBC Radio 4 em 12 de fevereiro de 2008. Seus documentários e curtas foram ao ar na BBC, HBO, PBS, entre outros. Seus trabalhos, para além de exibidos, ganharam prêmios nos festivais de cinema de Telluride, Tribecca, Londres e Sheffield. Ela escreveu roteiros para Working Title e Ridley Scott. Ela também escreveu uma história dos filmes e cineastas do Channel 4, contribuiu para antologias, incluindo Corfu, Garden Isle ISBN 0-7195-5375-X, e Virago aos 40.
Seu primeiro romance de Hannah Rothchild “A Improbabilidade do Amor” foi publicado em maio de 2015. A história segue uma protagonista feminina que se depara com Watteau perdido e se envolve nas relações da elite do mundo da arte. O periódico The Guardian disse: “sua representação do mundo da arte rarefeita é emocionante”. O livro foi selecionado para o Prêmio Baileys e co-vencedor do Prêmio Bollinger Everyman Wodehouse. Este livro foi traduzido para mais de 20 idiomas e escolhido como “Livro do Ano” pela Waterstone.
Seu terceiro livro, um romance The House of Trelawney (ISBN 9781526600608), foi publicado em fevereiro de 2020 pela Bloomsbury e Knopf. Acompanha a trajetória de três gerações de uma família desorganizada da aristocracia da Cornualha, durante a crise de 2008. Descrito por Amanda Craig no The Guardian como “diversão irresistível”. Lynn Barber comentou no The Daily Telegraph como uma “emocionante saga familiar”. Seu estilo foi comparado a escritores de quadrinhos como Waugh e Mitford, sendo adequado tanto em termos de estilo quanto de ambiente. Além disso, é possível comparar Austen e Dickens, uma vez que ela compartilha sua habilidade em criar personagens de quadrinhos e, posteriormente, colocar esses personagens em situações que permitem ao escritor fazer comentários satíricos ou sociais. O livro foi selecionado para o Prêmio Bollinger Everyman Wodehouse de 2020.
Seu quarto livro, o romance intitulado High Time, foi publicado em junho de 2023 pela editora Bloomsbury & Knopf.
Rothschild deu palestras sobre arte e literatura no Getty Institute, Courtauld, Royal Academy, Hay Festival. Escreveu publicações para The Times, The New York Times, The Observer, The Guardian, The Daily Telegraph, Vanity Fair, Vogue., The Spectator, Harper's Bazaar, Financial Times, Elle, The Washington Post e outros.
Atualmente, Hannah Rothschild é diretora não executiva da RIT Capital Partners e da Windmill Hill Asset Management.

## Filantropia
Ela se tornou curadora da National Gallery de Londres em 2009, após se candidatar a um anúncio no The Guardian. Em 2013, Hannah se tornou a curadora de ligação da Tate Gallery. Em agosto de 2015, tornou-se a primeira mulher a presidir o conselho da Galeria Nacional. Em 2017, seu mandato foi prorrogado por quatro anos; no entanto, mais tarde, ela renunciou ao cargo em junho de 2019, citando o desejo de dedicar mais tempo à escrita e às amplas atividades e preocupações filantrópicas de sua família. Ela permanecerá presidente dos Amigos Americanos da Galeria Nacional, cargo que ocupa desde agosto de 2015.
Ela substituiu seu pai Jacob como presidente do Yad Hanadiv em julho de 2018. Yad Hanadiv é uma instituição de caridade dedicada a criar recursos para o avanço de Israel como uma sociedade saudável, vibrante, democrática e com oportunidades iguais para o benefício de todos os seus habitantes. Construiu o Knesset, a Suprema Corte e em 2023 concluirá a Nova Biblioteca Nacional de Israel.
Ela é curadora da Fundação Rothschild, uma instituição de caridade registrada, cujas atividades incluem a preservação da Mansão Waddesdon em Buckinghamshire em nome de seu proprietário, o National Trust.
Rothschild foi anteriormente administrador da Whitechapel Gallery e da ICA. Ela foi cofundadora da instituição de caridade Artists on Film.
Hannah Rothschild originou o projeto Illuminated River para iluminar as pontes do centro de Londres, transformando o Tâmisa à noite “de uma cobra de escuridão em uma faixa de luz”. Um júri internacional, presidido por Rothschild, escolheu o artista americano Leo Villareal e, em julho de 2019, as primeiras cinco das quinze pontes foram iluminadas.

## Vida pessoal
Em 1994, casou-se com o cineasta americano William Lord Brookfield. Teve três filhas, mas depois se divorciaram.

## Título, estilos e honras
- 22 de maio de 1962 – 20 de março de 1990: Senhorita Hannah Mary Rothschild
- 20 de março de 1990 – 9 de junho de 2018: Honorável Hannah Mary Rothschild
- 9 de junho de 2018 – 15 de junho de 2024: Honorável Hannah Mary Rothschild CBE
- 15 de junho de 2024 — presente: Honorável Dama Hannah Mary Rothschild DBE

Nas homenagens ao aniversário da rainha de 2018, Hannah Rothschild foi nomeada Comandante da Ordem do Império Britânico (OIB) pelos serviços prestados às artes e à caridade. Ela foi promovida a dama da mesma ordem nas homenagens de aniversário de 2024.
Em 2021, a cineasta foi eleita para a Academia Americana de Artes e Ciências.

## Links externos
- Sítio oficial
- Biography at Rothschild Archive
- Hannah Rothschild. no IMDb.